# فرودگاه آبی استیوارت
فرودگاه آبی استیوارت (به انگلیسی: Stewart Water Aerodrome) یک فرودگاه همگانی است که یک باند فرود آب دارد. این فرودگاه در کشور کانادا قرار دارد و در ارتفاع ۰ متری از سطح دریا واقع شده است.